# Yan Siqi

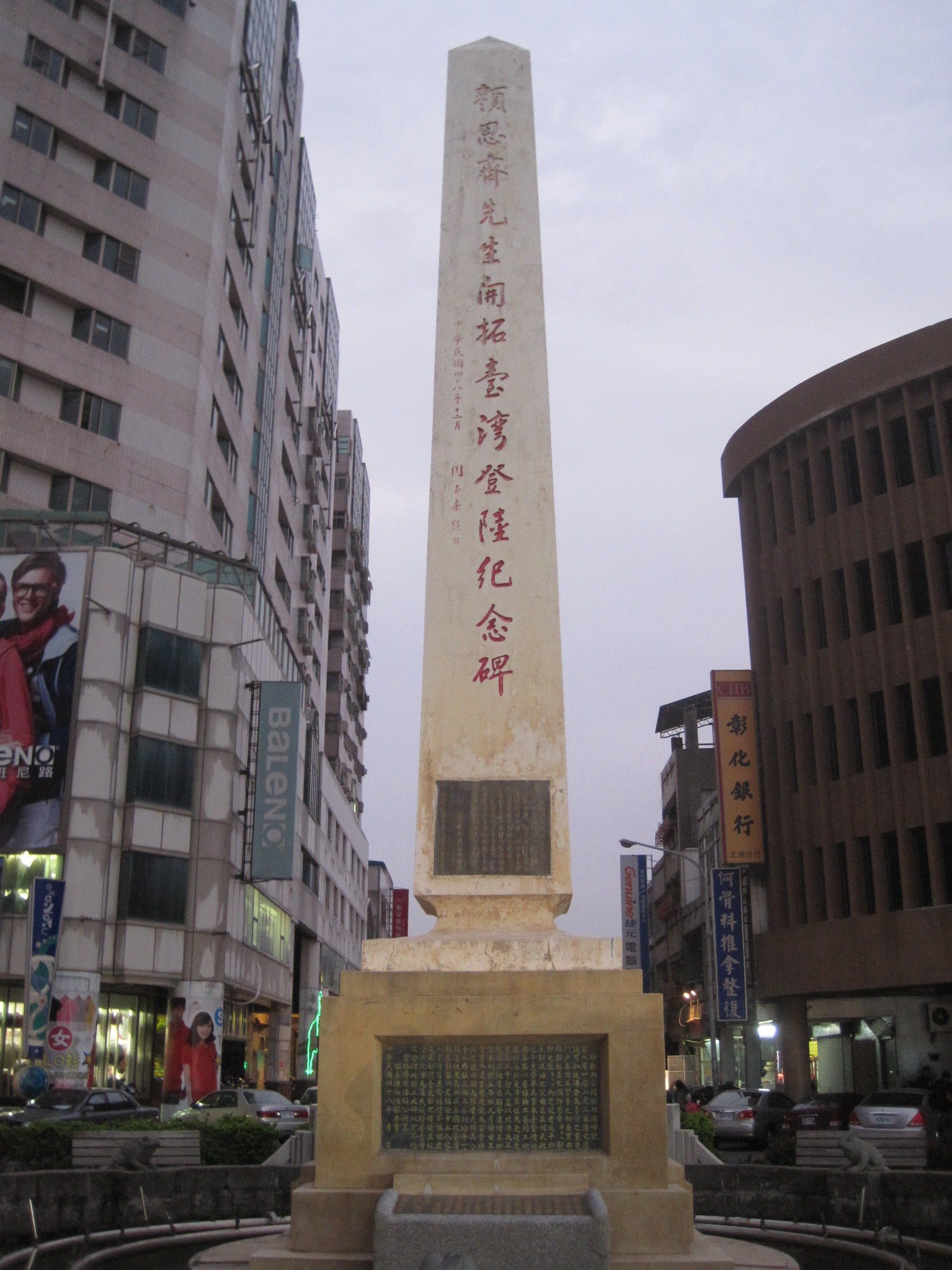
Gedenksäule für Yan Siqis Landung in Beigang auf Taiwan

Yan Siqi (chinesisch: 顏思齊 Yán Sīqí, auch bekannt als Pedro Chino; * 1586 in Haicang; † 1625 in Zhuluoshan auf Taiwan)  war ein chinesischer Seehändler und Pirat. Er gilt als Pionier der chinesischen Besiedlung Taiwans.

## Leben
Yan Siqi wurde zur Zeit der Ming-Dynastie 1586 in Haicang (damals zur Gemeinde Haicheng in Zhangzhou, heute zu Xiamen gehörig) in der chinesischen Küstenprovinz Fujian geboren. In einen Mordfall verwickelt musste er in jungen Jahren seine Heimat verlassen und ließ sich im japanischen Nagasaki nieder. Dort betätigte er sich als Schneider und Seehändler. Um seinen Handel mit dem spanischen Manila zu erleichtern, nahm er unter dem Taufnamen Pedro den katholischen Glauben an, weshalb er bei den Europäern als Pedro Chino („Chinesischer Pedro“) bekannt war.
Yan brachte es zu Wohlstand, musste jedoch Japan um 1620 verlassen. Die Gründe hierfür sind nicht geklärt. In dem um 1700 entstandenen Geschichtsroman Taiwan Waiji (臺灣外記) von Jiang Risheng (江日昇) heißt es, er habe nach einer gescheiterten Verschwörung gegen den Shōgun fliehen müssen. Wahrscheinlicher ist jedoch, dass die japanischen Behörden  Yans wachsendem Einfluss misstrauten und ihn deshalb zur Ausreise zwangen, oder dass sich Yan entschloss, Japan zu verlassen, weil die beginnende Abschottungspolitik des Landes seine Geschäfte erschwerte.
Yan schloss sich mit seinem Gefolge dem Piraten Li Dan an und wurde dessen rechte Hand. 1621 landete er an der Westküste der Insel Taiwan und errichtete in der Gegend der heutigen Gemeinden Beigang und Shuilin einen Stützpunkt, von dem aus er Handel mit taiwanischen Ureinwohnern und der Niederländischen Ostindien-Kompanie trieb. Zudem verdingte er sich den Niederländern als Freibeuter und kaperte spanische und portugiesische Schiffe. Als die Niederländer 1624 einen Stützpunkt in Tejouan (heute Anping in Tainan) gründeten, war ihnen Yan bei der Beschaffung von Arbeitskräften und der Anwerbung von Bauern aus China behilflich.
Yan erkrankte im September 1625 auf einem Jagdausflug an Typhus und starb in der Nähe von Zhuluoshan, dem heutigen Chiayi. Er wurde im Gebiet des heutigen Shuishang bestattet, wo sich sein Grab noch heute befindet. Seine Flotte wurde von Zheng Zhilong übernommen.

## Bedeutung und Andenken
Obwohl sich schon vor seiner Ankunft chinesische Piraten zeitweise auf der Insel aufgehalten hatten, wird Yan Siqi aufgrund seiner Vermittlung permanenter Siedler nach Taiwan als Pionier der chinesischen Einwanderung angesehen. In Beigang, dem mutmaßlichen Ort seiner Landung, wurde ihm zu Ehren 1960 eine Gedenksäule errichtet. In der nach Yan benannten Ortschaft Yancuoliao (顏厝寮) der Gemeinde Shuilin wurde ein Themenpark unter dem Motto „Erstes Siedlerdorf Taiwans“ (開臺第一庄) angelegt, in dem eine Ausstellung und einige große, an Häuserwänden angebrachte Comics von seiner Lebensgeschichte erzählen.
Im Jahr 2019 wurde auch in Yans Geburtsort Haicang eine Yan-Siqi-Gedächtnishalle (颜思齐纪念馆) eingeweiht.